# 袁燫
袁燫（1456年—？），字景輝，浙江寧波府慈谿縣人，民籍，明朝政治人物。

## 生平
浙江鄉試第十九名舉人。成化十七年（1481年）中式辛丑科會試第二百九十名，三甲第九十三名進士。

## 家族
曾祖袁志善；祖父袁孟奇；父袁彬，母嫡母潘氏；生母方氏。慈侍下。